# Rio Ghirolt
O Rio Ghirolt é um rio da Romênia, afluente do Ier, localizado no distrito de Satu Mare.